# أبو عبد الله التميمي
الفقيه القاضي أبو عبد الله محمد بن عيسى بن حسين التميمي، كان مولده بمدينة فاس سنة |429هـ|،
كان عارفا بالفقه والحديث ضابطا كثير الكتب، مليح الخط والإنشاء والمحاضرة، من ٱشهر علماء عصره، و أعقلهم وأفضلهم و أسمتهم، وهو
شيخ القاضي عياض الذي صدر به فهرسته، ولازمه للمناظرة عليه في المدونة وموطأ الإمام مالك و سماع المصنفات وٱجازه جميع رواياته، وله ولد اسمه عبد الله من ٱهل العلم بالحديث والرواية و الإتقان.

## سيرته
ولد القاضي أبو عبد الله التميمي سنة |429هـ| بفاس، انتقل رفقة أبيه إلى سبتة، وهو في ريعان شبابه،
فطلب العلم على يد ٱشهر علمائه بالمغرب، ثم رحل إلى الأندلس ثلاث رحلات طالبا العلم، إحداهما في شبيبته إلى إشبيلية، فقرأ بها الأدب على أبي بكر بن القصيرة0
والثانية إلى ألميرية سنة |480هـ| فأخذ عن ابن المرابط و أجازه الدلائي، ٱما رحلته الثالثة فكانت إلى قرطبة،
سنة |488هـ| فسمع من ابن الطلاع وٱبي مروان بن سراج وغيرهما، وهما من أبرع وأشهر علماءالأندلس في زمانهما0 وإتسع أبو عبد الله التميمي في طلب العلم بمختلف أنواعه، وعندما بلغت شهرته الأفاق تقلد الشورى، ثم
تولى القضاء بسبتة و بفاس 0

### شيوخه
ٱخذ القاضي أبو عبد الله التميمي الأدب والفقه، على يد ٱشهر و أفضل علماء عصره، فقد طلب العلم على يد:
- ٱبي عبد الله المسيلي.
- أبي بكر بن القصيرة، وذلك خلال رحلته الأولى إلى الأندلس.
- ابن المرابط، خلال رحلته الثانية إلى ألميرية سنة 480هـ
- الدلائي.
- ابن الطلاع، رحلته الثالثة إلى قرطبة، سنة 488هـ .
- ٱبي مروان بن سراج.

### أخلاقه
عرف عن الفقيه أبو عبد الله التميمي، ٱنه كان حسن السيرة، تام الفضل، كامل المروءة، عند الخاصة والعامة، و الصبي والكبير، عظيم القدر، وكان من ٱحسن القضاة سيرة وأنزههم، وأجرأهم على الطريقة الصحيحة والنزيهة، فمضى فقيرا حميدا عالما بأصول الفقه
والأدب 0

## الوفاة
توفي الفقيه القاضي العالم النزيه أبو عبد الله التميمي، في 21 جمادى الأولى سنة |505هـ| ، إبان عصر دولة المرابطين بالمغرب والأندلس، شيع جنازته حشد
غفير من الناس، وولع الناس بنعشه مسحا بالأكف ولمسا بأطراف الثياب 0